# 국제연합 초국가적 조직범죄 방지협약
국제연합 초국가적 조직범죄 방지협약(United Nations Convention Against Transnational Organized Crime, UNTOC), 팔레르모 협약(Palermo Convention)은 국제연합이 초국가적인 조직범죄에 대응하기 위해 2000년에 채택한 협약이다. 국제조직범죄방지협약 등으로 불린다. 2000년 11월 15일 국제 연합 총회 결의로 채택되었으며, 2003년 9월 29일에 발효되었다.
UNTOC에는 《인신매매, 특히 여성과 아동의 인신매매 방지, 억제 및 처벌을 위한 의정서》, 《육상, 해상 및 항공을 통한 이주자의 불법이민 방지를 위한 의정서》와 《총기류, 그 구성부분과 부품 및 탄약의 불법제조 및 불법거래 방지를 위한 의정서》의 세 부속 의정서가 있다.
대한민국은 2001년까지 UNTOC와 세 개의 부속 의정서에 모두 서명하였으나, 2015년에 186번째 당사국으로 가입하여 같은해 11월 5일에 비준하고 12월 5일에 발효하였다.

## 같이 보기
- 국제형사경찰기구
- 유엔 부패 방지 협약